# Sanhe
Sanhe is een stad in de prefectuur Langfang in de noordoostelijke provincie Hebei, Volksrepubliek China. Sanhe ligt tussen de twee miljoenensteden Peking en Tianjin.
Bij de volkstelling van 2020 had de stad 760.107 inwoners.